# Прилисток
При́листки — звичайно парні, симетрично розташовані листкоподібні вирости біля основи листків у багатьох рослин. 
За розміром звичайно менші за листок (за винятком деяких видів з родини бобові), плівчасті або зелені. Мають вигляд листочків, плівочок, лусочок, вусиків, колючок тощо. Іноді зростаються у вигляді лієчки (розтруб). У багатьох рослин прилистки прикривають листки в бруньці; після розпускання листка вони здебільшого відпадають. Зростання прилистків призводить до формування розтруба (гречкові).
Прилистки часто виконують захисну функцію.